# Bernhard Hammer
Bernhard Hammer (født 3. marts 1822 i Olten, død 6. april 1907 i Solothurn) var en schweizisk statsmand.
Hammer blev sagfører i 1850 og i 1853 blev han dommer i sin hjemstavn, kanton Solothurn. Alleredei 1847 gjorde han tjeneste som artilleriofficer i krigen mod det romersk-katolske Sonderbund og blev i 1862 oberst. Han var 1868–72 Schweiz' sendemand i Berlin og fra 1875–90 medlem af forbundsrådet, hvor han fortrinsvis styrede finansvæsenet. To gange (1879 og 1889) var han forbundspræsident og tog efter sin afgang sæde i Nationalrådet indtil 1896.